# Bielefelder Feldgrauer

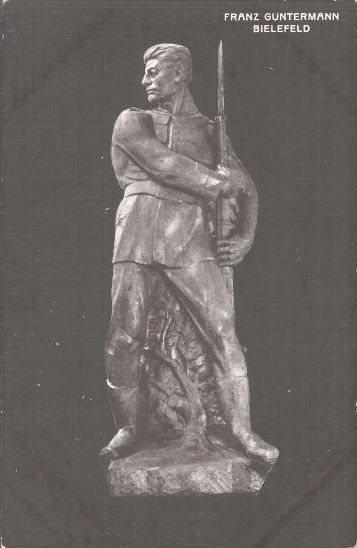
Der Bielefelder Feldgraue (Postkarte 1916)

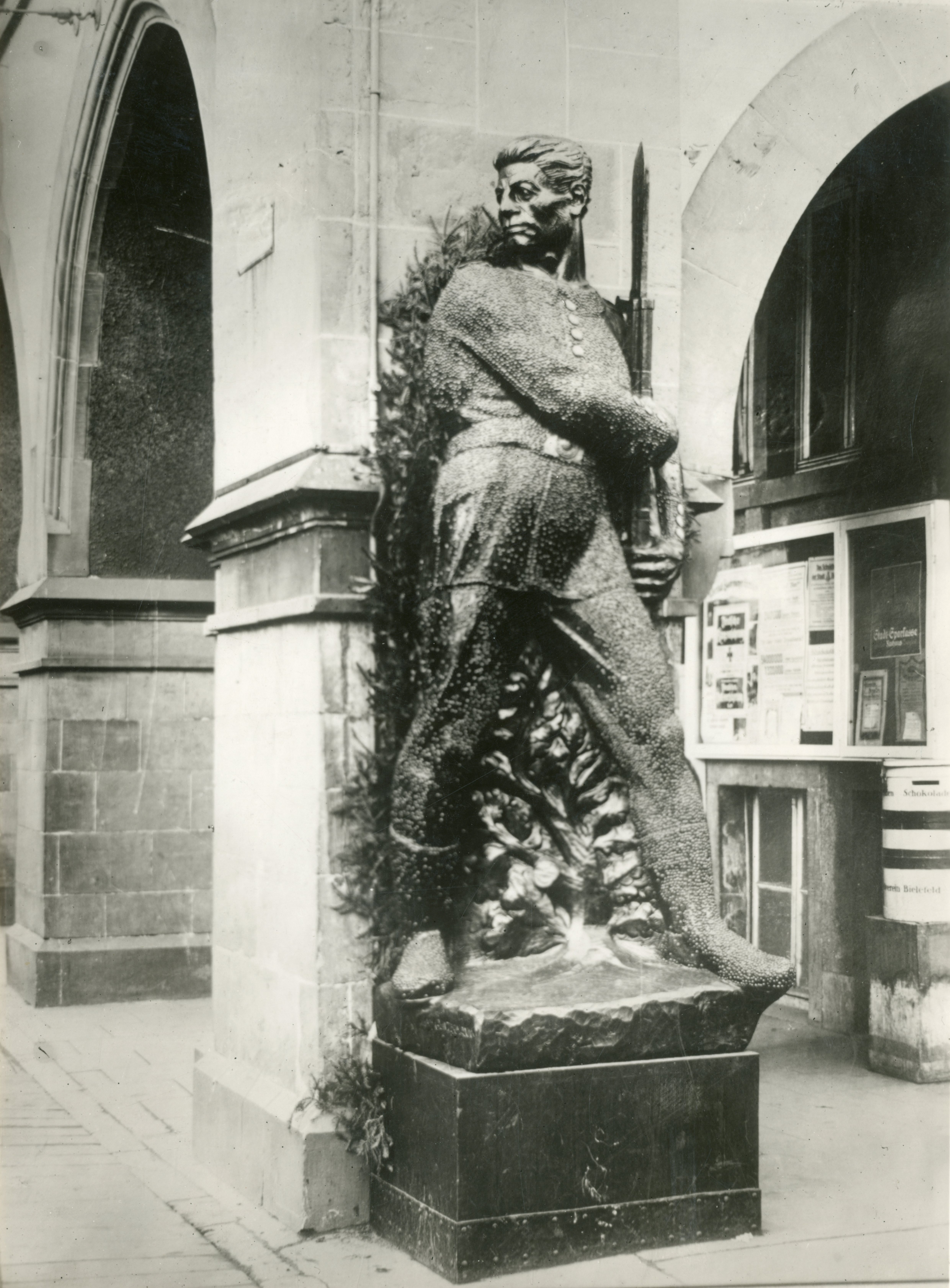
Der Bielefelder Feldgraue (Pressefoto 1916)

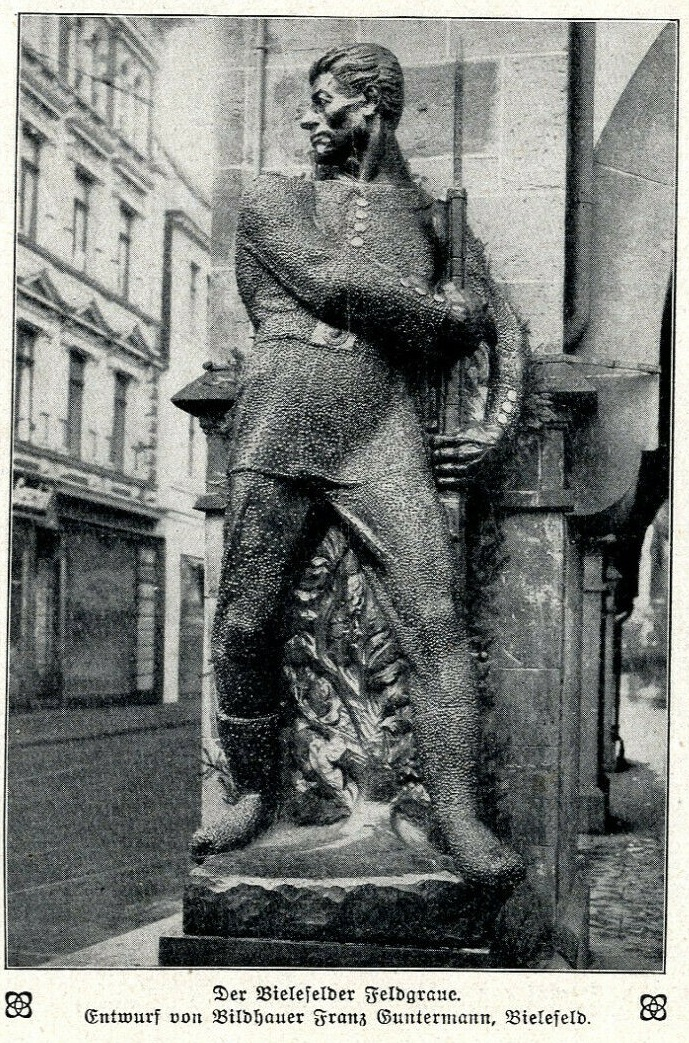
Der Bielefelder Feldgraue (Pressefoto 1916)

Der Bielefelder Feldgraue in Bielefeld war eine deutsche Nagelfigur während des Ersten Weltkriegs. Sie wurde 1915 von Franz Guntermann geschaffen und stellte das Ganzkörperkonterfei eines unbehelmten Soldaten in feldgrauer deutscher Felduniform dar, der sich nach rechts umschaut und links nach seinem Gewehr greift.

## Entwurf und Ausführung
Anfang Juli 1915 regte Franz Guntermann, Lehrer an der Handwerker- und Kunstgewerbeschule Bielefeld, bei Stadtbaurat Friedrich Schultz ein Nagelbild an. Die als „Eiserner Wehrmann“ oder „Bielefelder Feldgrauer“ bezeichnete Figur war 3 Meter hoch und stand auf einem 75 Zentimeter hohen Sockel. Als Standort war der Alten Markt, an der Ecke das Laubengangs des Alten Rathauses vorgesehen. Die Arbeit wollte Guntermann unbezahlt erledigen, wenn die Stadt das Holz besorgen wollte. Die Feinarbeit übernahm Guntermann im Aktsaal der Handwerker- und Kunstgewerbeschule selbst vor. Das Bildwerk wurde geölt und gebeizt. Oberbürgermeister  Rudolf Stapenhorst regelte den Verkauf von „Berechtigungskarten“, die die Kunstgewerbeschullehrerin Gertrud Kleinhempel entworfen hatte. Es gelang den Vertreterinnen der Lokalprominenz, rund 7.400 von 10.400 Karten abzusetzen. Den Transport des „Feldgrauen“ bewerkstelligte eine Verwundeten-Kompanie des Ersatzbataillons des Infanterieregiments 131. Die „Nagel-Berechtigungskarten“ wurden für 1 Mark an Erwachsene verkauft, an Kinder für die Hälfte. Die Statue wurde am 18. September 1915 enthüllt. Das Presseecho war positiv:

„Nicht das Äußere, sondern den Kern, das Innere, hat er (Guntermann, Anm d. Verf.) mit Künstleraugen in Form und Linienführung so angeordnet, daß es ergreifend, überwältigend unsere große Zeit versinnbildlicht. […] So steht er vor uns, ein Sinnbild der gewaltigen Stärke und Entschlossenheit, wie sie von allem, was deutsch heißt, fühlt und denkt, in dieser schweren, aber auch großen Zeit täglich aufs neue bekundet werden.“

„..er wollte den Menschen schaffen, den Soldaten, in dem sich der eiserne Wille und die Ausdauer des ganzen Heeres und des Volkes verkörpert. […] ´Hübsch´ im Sinne einer Salonnippsache ist die Figur ebenso wenig, wie ein Wehrmann Nippsache sein darf. Wer eine ‚hübsche‘, süßliche Figur geschaffen hätte, an dem wäre die Größe unserer Zeit und die gewaltige Kraft des Volkes spurlos vorübergegangen.“

Der Stadtverordnete Otto-Karl Niemeyer (1850–1925) hielt die Enthüllungsrede.

„Möge dieses Denkmal uns aber auch zu einer täglichen Fürbitte für unser tapferes Heer und seine bewährten Führer anregen, und möge unsere inständige Bitte erfüllt werden, daß wir aus diesem uns aufgezwungenen und von unseren zahlreichen Feinden jahrelang vorbereiteten Kriege als Sieger so hervorgehen, daß wir uns eines langen, ehrenvollen Friedens erfreuen dürfen.“

 Doch schon zum Winter wurden die Nagelungen weniger, sodass sie 1916 teilweise ganz eingestellt wurden. Die Erträge lagen demnach bei 24.039,71 Mark, von denen 17.929,30 Mark auf verkaufte Nägel entfielen, 2.826,50 Mark auf Ansichtskarten, der Rest vor allem auf Spenden, Konzerterlöse und Zinserträge aus gezeichneten Kriegsanleihen, denn für die 3. Kriegsanleihe wurden 14.610 Mark verausgabt für die 8. schließlich 5.860 Mark. Bereinigt um diese Anleihe-Ausgaben standen auf der Ausgabenseite 2.932,14 Mark und damit ein Restbestand von 637,57 Mark. Für den guten Zweck war zwar erfolgreich gesammelt worden, das eigentliche Ziel jedoch wurde verfehlt. Statt anvisierter 60.000 Nägel wurden nur rund 22.270 verkauft. Bielefeld hatte es nicht geschafft, aus dem „Feldgrauen“ einen vollständig „Eisernen“ zu machen. Nach Abzug der Kosten hatte der „Wehrmann“ 18.043,94 Mark für die „Stiftung für Kriegsbeschädigte und Kriegshinterbliebene der Stadt Bielefeld“ und die Stiftung „Heimatdank“ erbracht.

## Verbleib
Im November 1918 schlug der Ex-Oberbürgermeister Gerhard Bunnemann (1842–1925) vor den „Obdachlosen“, da er angeblich im nächsten Winter zu zerfallen drohe, im Rathausinnenhof, im Rathaus selbst oder im Sparrenburg-Saal unterzubringen. Am 24. Juli 1919 wurde der Bielefelder Feldgraue jedoch auf die Sparrenburg versetzt und mit einem Schutzdach versehen. Guntermann war mit der Ortswahl nicht einverstanden und lehnte Ausbesserungsarbeiten ab. 1937 wurde das Schutzdach abgerissen. Der weitere Verbleib der Statue ist nicht bekannt.